# José Ignacio de Sanjinés
José Ignacio de Sanjinés Barriga (Potosí, 1786 – Sucre, 15 agosto 1864) è stato un poeta e giurista boliviano, noto per aver scritto i testi dell'Inno Nazionale della Bolivia.

## Biografia
Fu delegato alle deliberazioni e alle assemblee costituzionali del 1825 e 1826, quando la Bolivia divenne un paese indipendente. In questa veste ha firmato la Dichiarazione di indipendenza e la prima Costituzione boliviana.
| Controllo di autorità | VIAF (EN) 18079575 · CERL cnp00564880 · GND (DE) 121462307 |